# Interrecord
L'Interrecord fu una casa discografica italiana attiva tra il 1965 e il 1968.

## Storia dell'Interrecord
L'Interrecord fu fondata ad ottobre del 1965; la sede dell'etichetta era a Milano in corso Vittorio Emanuele 1.
L'Interrecord aveva anche due sottoetichette, la Sonor Record e la River Record, e la distribuzione era affidata alla D.D.R. (Distribuzione Discografici Riuniti S.p.A.).
Tra gli artisti che incisero per questa casa discografica ricordiamo Bruno De Filippi, Toto Cutugno (che debutto con il gruppo Toto e i Tati) ed Annarita Spinaci, con cui la casa discografica partecipò al Festival di Sanremo 1967 con Quando dico che ti amo.

## I dischi pubblicati
Per la datazione ci si basa sull'etichetta del disco, o sul vinile o, infine, sulla copertina, qualora nessuno di questi elementi avesse una datazione, ci si basa sulla numerazione del catalogo, se esistenti, sono riportati oltre all'anno il mese e il giorno (quest'ultimo dato si trova, a volte, stampato sul vinile).

### 45 giri
| Numero di catalogo | Anno | Interprete                     | Titoli                                                       |
| ------------------ | ---- | ------------------------------ | ------------------------------------------------------------ |
| I-2002             | 1965 | Patrizia                       | Battiamo le mani/A braccia aperte                            |
| I-3001             | 1965 | Toto & i Tati                  | La ragazza della spiaggia/Il rimpianto                       |
| I 6001             | 1965 | Lucia Valeri                   | Notte d'estate/Io prego 'nnanze a 'tte                       |
| I-NP 1001          | 1965 | Ciato & Ciato                  | Joe e Jacqueline/Verso il sole                               |
| I-NP 1002          | 1965 | Bruno & His Beat Guitars       | Distorsion Shake/Beat Guitar                                 |
| I-NP 1003          | 1966 | Toto & i Tati                  | La ragazza della spiaggia/Un momento e poi                   |
| I-NP 1004          | 1966 | Patrizia e i Six Lions         | Shake In The Morning/Amore mai                               |
| I-NP 1007          | 1966 | Jean Couroyer e Manuela Montez | Crazy butterfly/Lo sai                                       |
| I-NP 1008          | 1966 | Mauro De Gregorio              | Torna presto/Voglio portarti al mio paese                    |
| I-NP 1009          | 1966 | Antongiovanni                  | Gli amici che tu hai/Quello che ho, quello che hai           |
| I-NP 1010          | 1966 | Elena Sassi                    | Mi guardi/Non domandarmi mai                                 |
| I-NP 1011          | 1967 | Alberto Piro                   | Sulle porte della sera/Gli innamorati sono sempre gli stessi |
| I-NP 1012          | 1967 | Doc Thomas Group               | Just Can't Go To Sleep/Harlem Shuffle                        |
| I-NP 1013          | 1967 | Patrizia                       | Capelli lunghi idee corte/Mi fa male                         |
| I-NP 1014          | 1967 | Annarita Spinaci               | Quando dico che ti amo/Quando capirai                        |